# Список кардиналов, возведённых папой римским Львом X
Кардиналы, возведённые Папой римским Львом X — 42 прелата, клирика и мирянина были возведены в сан кардинала на восьми Консисториях за восемь с половиной лет понтификата Льва X.
Самой большой консисторией, была Консистория от 1 июля 1517 года, на которой было назначено тридцать один кардинал. Это была самая крупная консистории по возведению кардиналов до консистории Папы Пия XII от 18 февраля 1946 года, на которой он создал тридцать два кардинала. На своей третьей консистории, от 28 апреля 1969 года, Папа Павел VI создал тридцать четыре кардинала. Наконец, Папа римский Иоанн Павел II создал сорок два кардинала на консистории от 21 февраля 2001 года.

## Консистория от 23 сентября 1513 года[1]
- Лоренцо Пуччи, епископ Мельфи (Папская область);
- Джулио Медичи, двоюродный брат Его Святейшества, архиепископ Флоренции (Флорентийская республика);
- Бернардо Довици Биббиена, генеральный казначей (Папская область);
- Инноченцо Чибо, племянник Его Святейшества, апостольский протонотарий (Папская область).

## Консистория от 10 сентября 1515 года
- Томас Уолси, архиепископ Йоркский (королевство Англия).

## Консистория от 14 декабря 1515 года
- Адриен Гуффье де Буаси, епископ Кутанса (королевство Франция).

## Консистория от 1 апреля 1517 года
- Антуан Бойе Дюпра, O.S.B., архиепископ Буржа (королевство Франция);
- Гийом III де Крой, епископ Камбре (Священная Римская империя).

## Консистория от 1 июля 1517 года
- Франческо Конти, избранный архиепископ Концы (Папская область);
- Джованни Пикколомини, архиепископ Сиены (Сиенская республика);
- Джованни Доменико Де Купис, избранный епископ Трани (Папская область);
- Никколо Пандольфини, епископ Пистои (Флорентийская республика);
- Раффаэле Петруччи, епископ Гроссето (Папская область);
- Андреа Делла Валле, епископ Милето (Папская область);
- Бонифачо Ферреро, епископ Ивреа (Папская область);
- Джованни Баттиста Паллавичино, епископ Кавайона, во Франции (Папская область);
- Скарамучча Тривульцио, епископ Комо (Миланское герцогство);
- Помпео Колонна, епископ Рьети (Папская область);
- Доменико Джакобоцци, епископ Ночеры деи Пагани (Папская область);
- Луи II де Бурбон де Вандом, епископ Лана (королевство Франция);
- Лоренцо Кампеджо, избранный епископ Фельтре (Папская область);
- Фердинандо Понцетти, епископ Мольфетты (Папская область);
- Луиджи Росси, двоюродный брат Его Святейшества, апостольский протонотарий (Папская область);
- Сильвио Пассерини, апостольский протонотарий, датарий Его Святейшества, администратор Кортоны (Папская область);
- Франческо Армеллини Панталасси де Медичи, апостольский протонотарий и клирик Апостольской Палаты (Папская область);
- Адриан Флоренсзоон Дедел, епископ Тортосы и губернатор Кастилии и Леона (королевство Испании);
- Томмазо де Вио, O.P., генеральный магистр ордена проповедников (Папская область);
- Эгидио да Витербо, O.E.S.A., генеральный настоятель своего ордена (Папская область);
- Кристофоро Нумаи, O.F.M.Obs., генеральный настоятель своего ордена (Папская область);
- Гильен-Рамон де Вик-и-де-Вальтерра, апостольский протонотарий (Папская область);
- Франчотто Орсини, римский клирик (Папская область);
- Паоло Эмилио Чези, апостольский протонотарий (Папская область);
- Алессандро Чезарини старший, апостольский протонотарий (Папская область);
- Джованни Сальвиати, апостольский протонотарий (Папская область);
- Никколо Ридольфи, апостольский протонотарий (Папская область);
- Эрколе Рангони, апостольский протонотарий (Папская область);
- Агостино Тривульцио, апостольский протонотарий (Папская область);
- Франческо Пизани, апостольский протонотарий (Папская область);
- Афонсу Португальский, четвёртый сын короля Португалии Мануэля I, апостольский протонотарий (королевство Португалия).

## Консистория от 24 марта 1518 года
- Альбрехт Бранденбургский, архиепископ Магдебурга и Майнца (Майнцское курфюршество).

## Консистория от 28 мая 1518 года
- Жан Лотарингский, епископ Меца (Священная Римская империя).

## Консистория от 9 августа 1520 года
- Эрар де Ламарк, епископ Шартра (королевство Франция).